# Zastawne (rejon złoczowski)
Zastawne (ukr. Заставне) – wieś na Ukrainie, w obwodzie lwowskim, w rejonie lwowskim (wcześniej w rejonie złoczowskim), w hromadzie Gliniany.
Do 1946 roku miejscowość nosiła nazwę Laszki Królewskie (ukr. Ляшки Королівські, Laszky Koroliwśki).

## Historia
W 1863 wieś od Sołtykowa (Moskala) nabył Hilary Treter i tam się przeprowadził.

## Dwór
- duży murowany dwór wybudowany w czasach króla Polski Jana III Sobieskiego, uszkodzony w latach 1914-18 i rozebrany po 1945[2].